# Melodic hardcore punk
Il melodic hardcore punk (o in italiano hardcore melodico) è un sottogenere dell'hardcore punk che unisce la velocità e la potenza di quest'ultimo a una maggiore dose di melodia, e quindi l'introduzione di sonorità tipicamente pop punk.
Il genere può essere considerato in parte come uno skate punk di stampo melodico. Skate punk che negli anni ottanta non connotava alcuna presenza melodica, ma che negli anni novanta, con la particolare commercializzazione di alcuni generi di punk rock, venne reso più melodico. In questo senso, melodic hardcore punk e skate punk sono spesso due generi affini.

## Storia
Il genere affonda le proprie radici nella scena hardcore punk californiana, ed in particolar modo nella Los Angeles nei primi anni ottanta.
Un complesso seminale furono i Circle Jerks, che contribuirono a gettare le basi del genere già qualche anno prima dei Bad Religion, con Group Sex del 1980.
Tuttavia il disco più importante per la genesi dell'hardcore melodico è solitamente considerato No Control dei californiani Bad Religion, che differiva dai precedenti How Could Hell Be Any Worse? e Suffer per la maggiore presenza di melodia.
Il genere cominciò a crescere di popolarità soprattutto durante la seconda metà degli anni ottanta, nei quali sorsero diverse band che caratterizzeranno poi la scena più popolare di questa corrente come The Offspring, Pennywise, NOFX e Bad Religion.
Il vero e proprio boom del genere sotto il profilo commerciale, iniziò soprattutto dai primi anni novanta in poi, attraverso l'ondata del punk revival e a etichette fondamentali come la Epitaph Records, fondata e gestita dall'originario chitarrista dei Bad Religion Brett Gurewitz, e la Fat Wreck Chords di Fat Mike, leader dei NOFX.